# Shrinking (Fernsehserie)

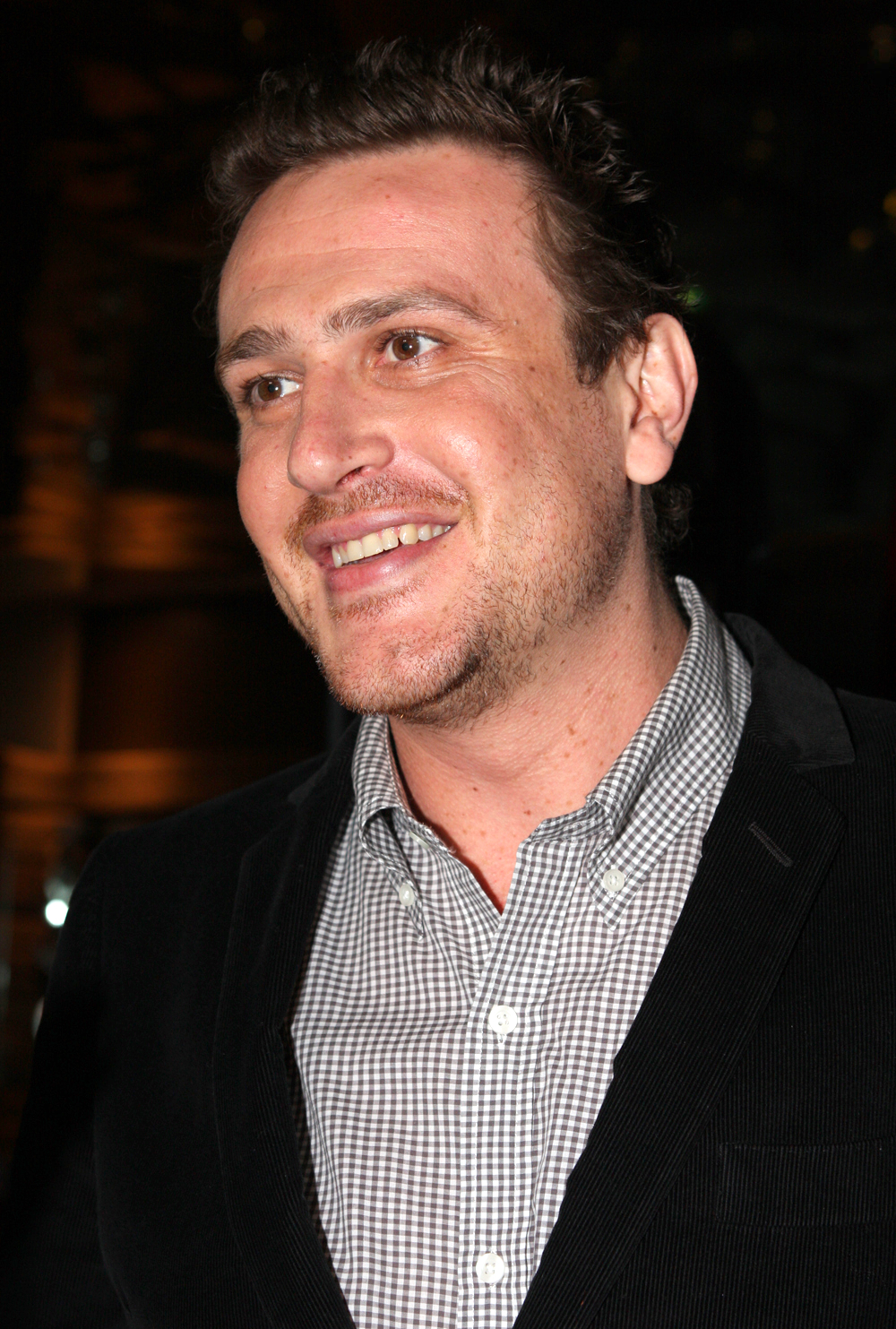
Jason Segel, 2011

Shrinking ist eine US-amerikanische Fernsehserie von Bill Lawrence, Jason Segel und Brett Goldstein mit Jason Segel, Harrison Ford und Jessica Williams.

## Handlung
James „Jimmy“ Laird, Gabrielle „Gaby“ Evans und Dr. Paul Rhodes sind drei Therapeuten in einer gemeinsamen Ambulanz für Verhaltenstherapie. Jimmy ist seit dem Unfalltod seiner Frau völlig überfordert, insbesondere mit der Erziehung seiner ebenfalls trauernden Tochter Alice, um die sich hauptsächlich Nachbarin Liz kümmert. Seine Tochter erinnert ihn an seine verstorbene Frau Tia, die auch die beste Freundin von Gaby war. Seinen Schmerz versucht er mit Alkohol und Tabletten zu betäuben.
Nachdem sich Jimmy erneut verkatert in die Praxis schleppt, bricht es während einer Sitzung mit Stammpatientin Grace aus ihm heraus und er fordert sie auf, sich endlich von ihrem übergriffigen Mann zu trennen oder sich einen anderen Therapeuten zu suchen. Der unethische Ausbruch scheint Wirkung zu zeigen, daher beschließt Jimmy nach seiner neuen, radikalen Methode vorzugehen und seinen Patienten immer direkt zu sagen, was er denkt, auch wenn Jimmys väterlicher und grantiger Chef Paul entsetzt ist von Jimmys unethischen Methoden.

## Besetzung und Synchronisation
Die deutschsprachige Synchronisation übernahm die Berliner Iyuno Germany. Dialogregie führte Ina Kämpfe, das Dialogbuch schrieb Tobias Ache.
| Rolle                  | Darsteller       | Synchronsprecher    |
| ---------------------- | ---------------- | ------------------- |
| James „Jimmy“ Laird    | Jason Segel      | Dennis Schmidt-Foß  |
| Gabrielle „Gaby“ Evans | Jessica Williams | Esra Vural          |
| Dr. Paul Rhodes        | Harrison Ford    | Wolfgang Pampel     |
| Sean                   | Luke Tennie      | Kaze Uzumaki        |
| Brian                  | Michael Urie     | Jeremias Koschorz   |
| Alice                  | Lukita Maxwell   | Sophie Lechtenbrink |
| Liz                    | Christa Miller   | Susanne Geier       |
| Alan                   | Asif Ali         | Dirk Stollberg      |
| Derek                  | Ted McGinley     | Johannes Berenz     |
| Steven                 | Matt Knudsen     | Hans Hohlbein       |
| Tim                    | Kenajuan Bentley | Thomas Schmuckert   |

## Veröffentlichung
Die Comedy-Drama-Serie wird seit dem 27. Januar 2023 auf Apple TV+ gezeigt.
Im März 2023 wurde eine zweite Staffel bestellt. Die Veröffentlichung der 12-teiligen zweiten Staffel erfolgt seit dem 16. Oktober 2024. Premiere der zweiten Staffel war im Pacific Design Center in West Hollywood.
Im Oktober 2024 wurde die Verlängerung um eine dritte Staffel bekanntgegeben. In dieser übernahm Jeff Daniels als Vater von Hauptfigur Jimmy eine Gastrolle. Außerdem hatte Michael J. Fox einen Gastauftritt.

## Hintergrund
Die Serienfigur Dr. Paul Rhodes wurde von Psychiater Phil Stutz inspiriert, der in der Netflix-Dokumentation Stutz (2022) von Jonah Hill interviewt wurde. Ursprünglich suchte man im Casting-Prozess bewusst nach einem Schauspieler, der eine gewisse Typähnlichkeit zu Harrison Ford aufweist. Zuletzt schickte man das Skript an Ford selbst, fest mit einer Ablehnung rechnend. Zur Überraschung der Serienschöpfer sagte Ford zu. Nach Fords Zusage soll die Serie umgeschrieben worden sein, weil die Rolle, für die er angefragt war, zunächst deutlich kleiner war.

## Episodenliste

### Staffel 1
| Nr. (ges.) | Nr. (St.) | Deutscher Titel            | Originaltitel        | Erstausstrahlung USA | Deutschsprachige Erstausstrahlung (D) | Regie                  | Drehbuch                                       |
| ---------- | --------- | -------------------------- | -------------------- | -------------------- | ------------------------------------- | ---------------------- | ---------------------------------------------- |
| 1          | 1         | Fifty-Fifty                | Coin Flip            | 27. Jan. 2023        | 27. Jan. 2023                         | James Ponsoldt         | Bill Lawrence, Jason Segel und Brett Goldstein |
| 2          | 2         | Die Festung der Einsamkeit | Fortress of Solitude | 27. Jan. 2023        | 27. Jan. 2023                         | Ry Russo-Young         | Brett Goldstein                                |
| 3          | 3         | Fünfzehn Minuten           | Fifteen Minutes      | 3. Feb. 2023         | 3. Feb. 2023                          | Ry Russo-Young         | Brian Gallivan                                 |
| 4          | 4         | Kartoffeln                 | Potatoes             | 10. Feb. 2023        | 10. Feb. 2023                         | James Ponsoldt         | Rachna Fruchbom                                |
| 5          | 5         | Wuff                       | Woof                 | 17. Feb. 2023        | 17. Feb. 2023                         | James Ponsoldt         | Bill Posley                                    |
| 6          | 6         | Hochstapler-Syndrom        | Imposter Syndrome    | 24. Feb. 2023        | 24. Feb. 2023                         | Randall Keenan Winston | Annie Mebane                                   |
| 7          | 7         | Entschuldigungstour        | Apology Tour         | 3. März 2023         | 3. März 2023                          | Randall Keenan Winston | Brett Goldstein                                |
| 8          | 8         | Boop                       | Boop                 | 10. März 2023        | 10. März 2023                         | Zach Braff             | Wally Baram                                    |
| 9          | 9         | Fortschritte               | Moving Forward       | 17. März 2023        | 17. März 2023                         | Randall Keenan Winston | Sofi Selig                                     |
| 10         | 10        | Abschluss                  | Closure              | 24. März 2023        | 24. März 2023                         | James Ponsoldt         | Neil Goldman                                   |

### Staffel 2
| Nr. (ges.) | Nr. (St.) | Deutscher Titel                 | Originaltitel               | Erstausstrahlung USA | Deutschsprachige Erstausstrahlung (D) | Regie                  | Drehbuch                                     |
| ---------- | --------- | ------------------------------- | --------------------------- | -------------------- | ------------------------------------- | ---------------------- | -------------------------------------------- |
| 11         | 1         | Mach den Jimmy                  | Jimmying                    | 16. Okt. 2024        | 16. Okt. 2024                         | Randall Keenan Winston | Rachna Fruchbom                              |
| 12         | 2         | Ich liebe Schmerz               | I Love Pain                 | 16. Okt. 2024        | 16. Okt. 2024                         | Randall Keenan Winston | Annie Mebane                                 |
| 13         | 3         | Psychologischer Irgendwas-ismus | Psychological Something-ism | 23. Okt. 2024        | 23. Okt. 2024                         | Zach Braff             | Brian Gallivan                               |
| 14         | 4         | Reingelegt                      | Made You Look               | 30. Okt. 2024        | 30. Okt. 2024                         | Zach Braff             | Sofi Selig                                   |
| 15         | 5         | Ehrlichkeitsära                 | Honesty Era                 | 6. Nov. 2024         | 6. Nov. 2024                          | Jamie Babbit           | Zack Bornstein                               |
| 16         | 6         | Einsamkeit                      | In A Lonely Place           | 13. Nov. 2024        | 13. Nov. 2024                         | Randall Keenan Winston | Brett Goldstein                              |
| 17         | 7         | Geh ins Meer                    | Get in the Sea              | 20. Nov. 2024        | 20. Nov. 2024                         | Randall Keenan Winston | Kyra Brown, CJ Hoke                          |
| 18         | 8         | Der letzte Drink                | Last Drink                  | 27. Nov. 2024        | 27. Nov. 2024                         | James Ponsoldt         | Sasha Garron                                 |
| 19         | 9         | Das Gesicht eines Erwachsenen   | Full Grown Dude Face        | 4. Dez. 2024         | 4. Dez. 2024                          | Anu Valia              | Bill Posley                                  |
| 20         | 10        | Durchbrochene Muster            | Changing Patterns           | 11. Dez. 2024        | 11. Dez. 2024                         | James Ponsoldt         | Ashley Nicole Black                          |
| 21         | 11        | Abnutzungserscheinungen         | The Drugs Don’t Work        | 18. Dez. 2024        | 18. Dez. 2024                         | Randall Keenan Winston | Neil Goldman                                 |
| 22         | 12        | Das letzte Thanksgiving         | The Last Thanksgiving       | 24. Dez. 2024        | 25. Dez. 2024                         | Bill Lawrence          | Bill Lawrence, Neil Goldman, Brett Goldstein |

## Rezeption
Michael Kohl meinte auf Filmdienst.de, dass die Dramedy-Serie trotz der schweren Themen wie Tod und Trauer, Krankheit und Einsamkeit die richtige Balance zwischen Tiefe und Leichtigkeit, zwischen Tragik und Komik, finde. Jason Segel sei die ideale Besetzung für die Rolle des Jimmy, Harrison Ford als sein Vorgesetzter finde eine würdige Altersrolle. Durch Slapstick und feinen Wortwitz würden die Probleme von Jimmy, Paul und Co. abgefedert.
Christian Pogatetz dagegen meinte in der Kleinen Zeitung, dass der Auftakt eine charmante Mischung aus tiefgreifender Charakterstudie und lebensbejahender Feel-Good-Comedy verspreche, so richtig scheine die Serie aber noch keine vollends stimmige Balance zwischen der Komik und dem tragischen Unterboden gefunden zu haben.
Christopher Diekhaus bewertete die Serie auf Wunschliste.de mit drei von fünf Sternen, gut aufgelegte Darsteller würden auf moderat lustige Situationen und einige Stereotypen aus dem Malkasten für Charakterzeichnung treffen.
Karl Gedlicka schrieb auf DerStandard.at, dass Jason Segel mitunter wirke, als wähnte er sich wie ein Stand-up-Comedian auf einer Bühne, um die Lacher zu kassieren. Harrison Ford mache als grantelnder Kollege keine schlechte Figur. Überstrahlt würden alle von einer großartigen Jessica Williams. Zwar blitze in den Wortwechseln immer wieder Witz auf, die Serie wolle aber zu vieles zugleich sein. Dass es auch anders gehe, hätten Serien wie In Therapie und BeTipul bewiesen.
Fritz Göttler bezeichnete die Serie in der Süddeutschen Zeitung als „kleines Meisterstück an Erfindungskraft und Elan“, „unerhört witzig und sophisticated, in der klassischen Tradition der amerikanischen Komödie, die mit der Psychoanalyse die Kunst der schnellen Assoziationen und eine vorlaute, durch und durch gebildete Bosheit teilt“.
Moviejones.de bewerte die Serie mit vier von fünf Punkten. Diese gehöre zwar nicht zu den besten oder spektakulärsten Serien des Jahres, aber mit den eher kurzen Episoden mache man hier nichts falsch. Eine berührende Geschichte, mit der wohl jeder etwas anfangen kann sowie schöne Charaktere, gespielt von sympathischen Schauspielern und ein humorvoller Grundton machen Shrinking zur absoluten Wohlfühlserie.

## Auszeichnungen und Nominierungen
Primetime-Emmy-Verleihung 2023
- Nominierung in der Kategorie Bester Hauptdarsteller – Comedyserie (Jason Segel)[24]
- Nominierung in der Kategorie Beste Nebendarstellerin – Comedyserie (Jessica Williams)

Venice TV Award 2023
- Gold Winner in der Kategorie Comedy[25][26]

Critics’ Choice Television Awards 2024
- Nominierung in der Kategorie Beste Comedyserie
- Nominierung in der Kategorie Bester Nebendarsteller in einer Comedyserie (Harrison Ford)
- Nominierung in der Kategorie Beste Nebendarstellerin in einer Comedyserie (Jessica Williams)

Golden Globe Awards 2024
- Nominierung in der Kategorie Bester Serien-Hauptdarsteller – Komödie oder Musical (Jason Segel)

Independent Spirit Awards 2024
- Nominierung in der Kategorie Beste Nebenrolle in einer neuen Serie (Luke Tennie)
- Nominierung in der Kategorie Beste Nebenrolle in einer neuen Serie (Jessica Williams)

Critics’ Choice Television Awards 2025
- Auszeichnung in der Kategorie Bester Nebendarsteller in einer Comedyserie (Michael Urie)[27]

Golden Globe Awards 2025
- Nominierung in der Kategorie Bester Serien-Hauptdarsteller – Komödie oder Musical (Jason Segel)
- Nominierung in der Kategorie Bester Nebendarsteller – Serie, Mini-Serie oder TV-Film (Harrison Ford)

Screen Actors Guild Awards 2025
- Nominierung in der Kategorie Bester Darsteller in einer Comedyserie (Harrison Ford)
- Nominierung in der Kategorie Bestes Schauspielensemble in einer Comedyserie

GLAAD Media Awards 2025
- Nominierung in der Kategorie Outstanding Comedy Series[28]

NAACP Image Awards 2025
- Nominierung in der Kategorie Bestes Drehbuch in einer Comedy-Serie (Ashley Nicole Black)

Primetime-Emmy-Verleihung 2025
- Nominierung in der Kategorie Outstanding Comedy Series[29]
- Nominierung in der Kategorie Bester Hauptdarsteller – Comedyserie (Jason Segel)
- Nominierung in der Kategorie Bester Nebendarsteller – Comedyserie (Harrison Ford)
- Nominierung in der Kategorie Bester Nebendarsteller – Comedyserie (Michael Urie)
- Nominierung in der Kategorie Beste Nebendarstellerin – Comedyserie (Jessica Williams)